# 791
791 је била проста година.

## Догађаји
- Википедија:Непознат датум — Владавина династије Абасида у Багдаду.
- Википедија:Непознат датум — Први франачко-аварски рат

- Авари нападају Фурланију и Баварску. Краљ Карло Велики окупља франачку војску и креће низ реку Дунав да опустоши аварске територије. Франачко-лангобардска експедициона снага, под његовим сином Пепином, (краљ Лангобарда) упада у долину реке Драве и пустоши Панонију.
- Лето – Карло Велики губи већину својих коња за јахање и пртљаг током епидемије коња; многи Саксонци користе предност аварског неуспеха и поново се побуне.
- 14. септембар — Алфонсо II, син бившег краља Фруеле I, постаје владар Астурије (Северна Шпанија). Он премешта престоницу у Овиједо, трговачки центар региона.
- Принчеви Елф и Елфвине од Нортумбрије, синови бившег краља Елфвалда I, убеђени су да напусте своје уточиште у Јорк Минстеру и одмах бивају насилно утопљени у Вонвалдремеру, на подстицај краља Етелреда I.
- Емир Идрис I, оснивач династије Идрисида и краљевине Марока, отрован је по наређењу калифа Харуна ел-Рашида. Наследио га је син Идрис II (од само два месеца), којег мајка Кенза одгаја међу Берберима из Волубилиса.
- Април – Танг снаге поново преузимају протекторат Анана од побуњених анимских поглавица Ђо Анх Хан, Пхунг Хунг и Пхунг Ан.